# Axel Löfström
Georg Axel Gabriel Löfström, född 24 mars 1899 i Malmö, död 22 januari 1982 i Slottstaden i Malmö, var en svensk företagsledare, idrottsledare och motorsportspionjär.
Axel Löfström var son till litografen Magnus Georg Löfström. Efter studentexamen vid Malmö högre allmänna läroverk 1918 studerade han vid Malmö handelsgymnasium 1919–1920. Under 1920 var han ledare för kvartettsångarsällskapet Sångarcirkeln. Löfström fortsatte därefter sina studier och praktiserade utomlands varpå han 1924 blev VD och styrelseledamot för E. Fleron, en av Sveriges största motorcykelagenturer, som även tillverkade egna motorcyklar och andra maskiner. Löfström satt kvar på posten som bolagets VD fram till 1976. Därtill var han vice ordförande i Malmöhus läns kristidsstyrelse 1940, statens bränslekommissions ombud för Skåne 1941–1942, VD för AB Skandinaviska kugghjulsfabriken i Lund från 1944, VD för Leoverken AB (från 1950 Clioverken AB) från 1945 och VD för AB Motorslip i Malmö 1948–1959.
Löfström var privat engagerad i motorsporten. På 1920-talet hade han ett eget motorcykelstall med framstående förare som Gunnar Kalén, Hugo Karlsson, Stig Bramell, Olle Virgin och Gunnar Rossel. Åren 1931–1939 var han general för  Sweden Grand Prix vid motorcykelbanan i Saxtorp. Efter andra världskriget lanserade Löfström motocross i Sverige under namnet scramble och bidrog till utformande av såväl svenska som internationella regler inom sporten. Han var 1935–1953 ledamot av styrelsen för Svenska motorcykelförbundet, grundade Sveriges Motorfederation (SWEMO) 1935 och var ledamot av dess nämnd 1939–1957 samt var ordförande i motorcykelsektions tävlingskommitté 1938–1982. Löfström är begravd på Sankt Pauli mellersta kyrkogård i Malmö.